# Wylam
Wylam är en ort och civil parish i Storbritannien. Den ligger i grevskapet och kommunen Northumberland i riksdelen England, i den centrala delen av landet, 400 km norr om huvudstaden London. Wylam ligger 26 meter över havet och antalet invånare är 1 584.
Terrängen runt Wylam är platt åt nordost, men åt sydväst är den kuperad. Wylam ligger nere i en dal. Runt Wylam är det mycket tätbefolkat, med 1 266 invånare per kvadratkilometer. Närmaste större samhälle är Newcastle upon Tyne, 13,2 km öster om Wylam. Trakten runt Wylam består i huvudsak av gräsmarker.